# Panulena perrugosa
Panulena perrugosa foi uma espécie de gastrópodes da família Helicarionidae.
Foi endémica da Ilha Norfolk.